# (1358) Gaika
(1358) Gaika es un asteroide perteneciente al cinturón de asteroides descubierto por Cyril V. Jackson el 21 de julio de 1935 desde el observatorio Union de Johannesburgo, República Sudaficana.

## Designación y nombre
Gaika se designó inicialmente como 1935 OB.
Más adelante fue nombrado en honor del líder tribal sudafricano Gaika.

## Características orbitales
Gaika está situado a una distancia media del Sol de 2,477 ua, pudiendo acercarse hasta 2,064 ua y alejarse hasta 2,889 ua. Tiene una inclinación orbital de 2,172° y una excentricidad de 0,1664. Emplea en completar una órbita alrededor del Sol 1424 días.